# Ferdinand Schichau

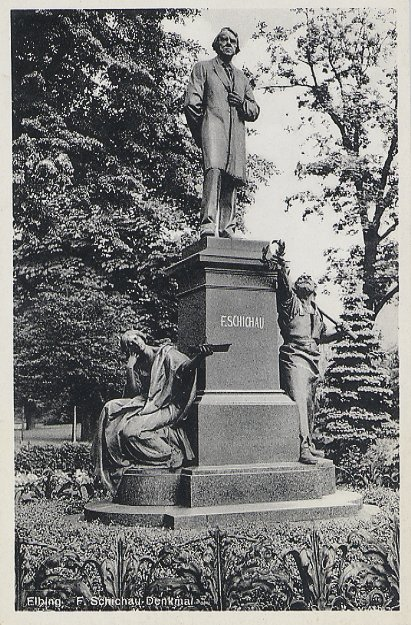
Pomnik Schichaua w Elblągu (nieistniejący obecnie)

Ferdinand Gottlob Schichau (ur. 30 stycznia 1814 w Elblągu, zm. 23 stycznia 1896 tamże) – przedsiębiorca niemiecki, konstruktor maszyn parowych i okrętów.
Był synem Holendra osiadłego w Elblągu, Karola Jakoba Schichaua, mistrza wytopu miedzi. Studiował w Królewskim Instytucie Przemysłowym (politechnice) w Berlinie, odbył praktyki w Anglii. W 1837 dzięki pożyczce od ojca otworzył w Elblągu warsztat budowy maszyn (przy nieistniejącej obecnie ulicy Wały Staromiejskie), gdzie zajmował się budową i naprawą przede wszystkim maszyn parowych dla przemysłu, także pras hydraulicznych i sprzętu rolniczego. Zainteresowany przemysłem okrętowym, rozwinął wkrótce swoje przedsiębiorstwo w tym kierunku. Pierwszym zamówieniem było wykonanie w 1841 wyposażenia pierwszej pogłębiarki mechanicznej wykonanej w Niemczech (bez napędu), używanej przez następne 45 lat na rzece Elbląg i Zalewie Wiślanym. W 1847 w jego firmie powstała maszyna parowa do napędu pierwszego parowca zbudowanego całkowicie w Prusach „James Watt” (kadłuby tych jednostek powstawały jeszcze w stoczni Mitzlaffa). W 1852 dostarczył wyposażenie dla korwety pruskiej marynarki wojennej „Danzig” budowanej w Gdańsku.
W 1854 Schichau zbudował własną stocznię w Elblągu; w zakładzie tym powstał m.in. pierwszy niemiecki parowiec o konstrukcji żelaznej i napędzie śrubowym („Borussia”, 1855). Większość produkcji początkowo stanowiły jednak maszyny: w latach 1855–1875 zbudowano 100 okrętowych maszyn parowych i 300 innych. Od 1859 roku zakłady Schichaua produkowały też na dużą skalę parowozy. W 1872 roku Schichau powiększył przedsiębiorstwo, wykupując stocznię Mitzlaffa w Elblągu. Schichau produkował głównie niewielkie statki pasażerskie i handlowe, pogłębiarki i holowniki na potrzeby armatorów z Prus Wschodnich i na eksport (w 1876 zwodowano setny statek). Dalszy rozwój firmy zapewniły liczne zamówienia wojskowe, począwszy od 1877 roku, szczególnie stocznia Schichaua wyspecjalizowała się w budowie torpedowców i niszczycieli. Oprócz stoczni elbląskiej, od 1889 Schichau zorganizował zakład remontowy okrętów w Piławie, a w 1892 uruchomił nowo zbudowaną stocznię w Gdańsku, umożliwiającą budowę większych statków.
Miał syna Ericha, który został rolnikiem, córkę Selmę, która zmarła w 1877 roku oraz córkę Elizabeth, która w 1876 roku wyszła za mąż za Carla Ziese.
Zmarł 23 stycznia 1896 roku. Na uroczystości pogrzebowe Cesarz Wilhelm II wysłał swojego adiutanta, Augusta von Mackensena. Po jego śmierci przedsiębiorstwo prowadził zięć, Carl Heinz Ziese (1848–1917).

## Upamiętnienie
Schichau zapewniał dobre warunki robotnikom, szczególnie pod względem opieki zdrowotnej (dokładał do zakładowej kasy chorych), rozwijał też szkolnictwo zawodowe. Prowadził działalność filantropijną – wniósł spory wkład finansowy w rozbudowę infrastruktury miejskiej Elbląga, szkół, sierocińców, założył też kasę ubogich. Był osobą bardzo cenioną w Elblągu, w 1887 roku został honorowym obywatelem Elbląga, w 1900 roku mieszkańcy postawili mu pomnik. Do 1945 roku jego imię nosiła ulica w Elblągu, obecna ul. Stoczniowa. Został odznaczony Medalem Grashofa, najwyższą przyznawaną nagrodą Verein Deutscher Ingenieure.
W okresie po II wojnie światowej został w Polsce postacią zapomnianą, jako niemiecki przemysłowiec. Jego mauzoleum zostało splądrowane przez Armię Czerwoną, a w czasach PRL wysadzone przy powstawaniu Parku Traugutta (pomimo propozycji pozostawienia go jako elementu parkowego). Jego figura zniknęła z pomnika i jej dalsze losy nie są znane (poza postacią robotnika, odnalezionej na złomowisku w Hamburgu w 1954 roku).
Dopiero po 1989 roku zaczęto przypominać jego wkład dla rozwoju Elbląga i sylwetkę. Od 2000 roku Fundacja Elbląg organizuje konkurs na Filantropa Roku, w którym nagrodą jest statuetka nazwana imieniem Ferdynanda. Po Elblągu jeździ także tramwaj nazwany jego imieniem. W 2003 roku odsłonięto poświęconą mu tablicę pamiątkową